# Papa Eutiquiano
O Papa Eutiquiano (em latim: Eutychianus ou Eutychius) foi papa de 4 de janeiro de 275 até 7 de dezembro de 283. Nasceu em Luni e governou a Igreja durante oito anos. Ordenou que os mártires fossem cobertos pela "dalmática", parecida com o manto dos Imperadores Romanos, hoje vestimentas dos diáconos nas cerimônias solenes. Instituiu a bênção da colheita nos campos. Morreu em 7 de dezembro de 283 e está sepultado na Catacumba de São Calisto, na Via Ápia. Sua festa acontece no dia 8 de dezembro.